# Veľký Milič
Veľký Milič (węg. Nagy-Milic; 895 m n.p.m.) – szczyt górski w południowej części Gór Tokajsko-Slańskich. Biegnie przez niego granica słowacko-węgierska, dzięki czemu jest najwyższym szczytem węgierskiej części pasma.

## Położenie
Stanowi centralny punkt dość skomplikowanego rozrogu górskiego pomiędzy miejscowościami Slanská Huta na północy (po stronie słowackiej) i Füzér na południu (po stronie węgierskiej). W kierunku północno-wschodniej odchodzi od niego krótki grzbiet, zakończony szczytem Malý Milič. W grzbiecie tym, ok. 250 m od szczytu, znajduje się oryginalna wychodnia skalna (Miličská skala), chroniona jako pomnik przyrody.

## Charakterystyka
Partie grzbietowe kamieniste, stoki, zwłaszcza południowe, strome. Szczyt jest całkowicie zalesiony.
Na szczycie znajduje się wysoki, betonowy obelisk sieci geodezyjnej z lat międzywojennych, tablica informacyjna (poświęcona florze tej części gór) słowackiej ścieżki dydaktycznej Slanská Huta – Veľký Milič, stół z ławami oraz tablica informacyjna dawnego turystycznego przejścia granicznego Slanec – Füzér.

## Szlaki turystyczne
Ze strony słowackiej na szczyt nie prowadzi żaden znakowany szlak turystyczny, choć tuż pod szczytem przebiega szlak czerwony Ruská Nová Ves – Tri Chotáre – przełęcz Červená mlaka – przełęcz Grimov laz – Makovica – Mošník – Przełęcz Herlańska – Lazy – Przełęcz Slańska – Slanec. Żółto znakowany szlak wyprowadza z przełęczy Malý Milič na przełęcz Veľký Milič (835 m n.p.m.) usytuowaną pod szczytem od strony południowo-zachodniej.
Od strony węgierskiej przez szczyt biegnie fragment 27 etapu Krajowego Szlaku Niebieskiego: Hollóháza – Nagy–Milic – Füzér – Füzérkomlós. 